# Heraclia basalifasciata
Heraclia basalifasciata là một loài bướm đêm trong họ Noctuidae.